# Hirschthal (Zwitserland)
Hirschthal is een gemeente en plaats in het Zwitserse kanton Aargau en maakt deel uit van het district Aarau.
Hirschthal telt 1.484 inwoners.